# Коричневый кролик
«Коричневый кролик» (также «Бурый кролик», англ. The Brown Bunny) — второй фильм Винсента Галло, в котором он выступил как режиссёр, автор сценария, оператор, продюсер, монтажёр и исполнитель главной роли. Мировая премьера состоялась в 2003 году на Каннском кинофестивале, где фильм провалился.

## Сюжет
Бад Клей (Винсент Галло), мотогонщик, после гонки в Нью-Гэмпшире, которую он проиграл, в одиночестве едет на своём фургоне в Калифорнию, чтобы поучаствовать в гонке там.
В Нью-Гэмпшире он встречает на бензоколонке девушку по имени Вайолет и предлагает ей поехать с ним. Они вместе доезжают до её дома, но когда девушка заходит внутрь, чтобы собрать свои вещи, Бад заводит мотор и уезжает.
Бад посещает дом престарелых родителей своей девушки Дейзи. В доме живёт коричневый кролик Дейзи. Её мать не помнит Бада, который некогда жил в соседнем доме. Бад говорит, что они с Дейзи жили в своём маленьком доме в Калифорнии (мать не помнит, как она навещала их там), и что они ждали ребёнка. Из разговора становится понятно, что они уже не вместе.
Бад продолжает своё путешествие. Заехав в зоомагазин, он спрашивает продавца о продолжительности жизни кроликов. Ему отвечают, что кролики живут 5—6 лет. На остановке у шоссе Бад встречает одинокую женщину по имени Лили. Почти без слов он садится за её столик, они обнимаются и целуются, но затем Бад начинает плакать, идёт в свою машину и уезжает. В продолжение своей поездки он становится всё более и более подавленным. В Лас-Вегасе Бад приглашает пообедать проститутку по имени Роз. После еды он везёт её на своём фургоне, но вдруг останавливается и высаживает её из машины.
Приехав в Лос-Анджелес, Бад сначала заезжает в магазин мотоциклов, а потом едет к дому, где он жил вместе с Дейзи. Дом выглядит заброшенным, никто не отвечает на его зов. Бад оставляет на двери послание для Дейзи и едет в гостиницу.
В номере неожиданно появляется Дейзи (Хлоя Севиньи). Она нервничает и два раза уходит в туалет, чтобы покурить какое-то наркотическое вещество. В это время Бад ждёт её, сидя на кровати. Дейзи предлагает купить выпить, но Бад отвечает, что после их последней встречи он больше не употребляет алкоголь. Они говорят о том времени, когда они были вместе, а Бад спрашивает, зачем Дейзи целовалась с другими мужчинами. Он говорит, что она предала его, но Дейзи отрицает это и говорит, что любит его. Во время разговора Бад раздевает Дейзи, и она делает ему минет, после чего Бад оскорбляет её. Он спрашивает, зачем она занималась сексом с другими мужчинами. Дейзи просит прощения, говорит, что она этого не хотела, она просто разговаривала с ними на вечеринке и покурила травку. Бад винит её, говоря, что она была уже беременна, и из-за произошедшего на вечеринке их неродившийся ребёнок умер.
Дейзи говорит, что на самом деле она потеряла сознание и была изнасилована теми мужчинами, с которыми разговаривала (это также показано флешбеками). Бад был свидетелем этого, но не вмешался — он говорит Дейзи, что не знал, что ему делать, и ушёл. Он спрашивает Дейзи, почему у дома, когда он вернулся, стояла машина скорой помощи. Дейзи отвечает, что она умерла. Её стошнило и она захлебнулась, но рядом никого не было, и ей никто не помог. Во флешбеке видно, как Бад рядом с машиной скорой помощи склоняется над носилками, на которых лежит тело Дейзи.
Бад оказывается один в номере. В последнем кадре показано, как он ведёт автомобиль по Калифорнии.

## В ролях
| Актёр          | Роль         |
| -------------- | ------------ |
| Винсент Галло  | Бад Клей     |
| Хлоя Севиньи   | Дейзи Лемон  |
| Анна Вареши    | Вайолет      |
| Шерил Тигс     | Лили         |
| Элизабет Блейк | Роз          |
| Мэри Мораски   | миссис Лемон |

## Съёмочная группа
- Режиссёр, автор сценария, продюсер, монтажёр, оператор-постановщик, художник по костюмам — Винсент Галло
- Операторы — Винсент Галло, Джон Клеменс, Тосиаки Одзава

Галло также выступил в качестве художника-постановщика, декоратора и гримёра, но это не отражено в титрах. Полностью съёмочная группа состояла из всего восьми человек, включая четырёх звукорежиссёров.

## История создания
Фильм был снят на 16-миллиметровую плёнку. К участию в фильме привлекались Кирстен Данст и Вайнона Райдер, но обе покинули проект. Анна Вареши и Элизабет Блейк, занятые во второстепенных ролях, не были профессиональными актрисами.
Известная сцена минета не является сымитированной.
Версия, показанная на Каннском кинофестивале, на 25 минут длиннее выпущенной в прокат. Было вырезано около четырёх минут из мотогонки в начале фильма, семь минут дороги до сцены на Бонневильской трассе и шесть минут чёрного экрана и музыки в конце фильма.

## Отзывы и оценки
На премьере в Каннах, где «Коричневый кролик» был представлен в основном конкурсе, фильм провалился. Многие зрители покинули зал во время показа, оставшиеся освистали ленту Винсент Галло был вынужден после сеанса извиниться за свой фильм и заявил, что больше не будет снимать кино (тем не менее, через семь лет Галло вернулся в режиссуру фильмом «Обещания, написанные на воде» (2010)). К недостаткам «Коричневого кролика» была отнесена бессюжетность и затянутость фильма. Внимание привлекла откровенная сексуальная сцена.
Резко отрицательную оценку «Коричневому кролику» дал Роджер Эберт, назвав фильм худшим в истории Каннского фестиваля. После этого в прессе между Эбертом и Галло разразилась острая полемика со взаимными оскорблениями.
Вернувшись в США, режиссёр сделал новый монтаж ленты, сократив её на 25 минут. Новый вариант был показан на фестивале в Торонто и получил более высокие оценки. Эберт признал новый монтаж удачным и дал фильму три звезды из четырёх возможных. Впоследствии, в мае 2009 года, Эберт объявил, что готов передать звание худшего фильма в истории Канн ленте «Убой» Брильянте Мендосы, включённой в основной конкурс 62-го фестиваля, отметив, что этот фильм, в отличие от «Коричневого кролика», монтаж не спасёт (жюри фестиваля, однако, не согласилось с критиком и присудило Мендосе приз за режиссуру).
На сайте «Rotten Tomatoes» рейтинг фильма составляет лишь 45 %. Тем не менее, французский журнал «Les Cahiers du Cinéma» включил «Коричневого кролика» в список десяти лучших фильмов 2004 года.

## Саундтрек
- Jeff Alexander – Come Wander With Me
- Ted Curson – Tears For Dolphy
- Jackson C. Frank – Milk And Honey
- Gordon Lightfoot – Beautiful
- Matisse Accardo Quartet – Smooth
- John Frusciante – Forever Away
- John Frusciante – Dying Song
- John Frusciante – Leave All The Days Behind
- John Frusciante – Prostitution Song
- John Frusciante – Falling